# Carpelimus subtilior
Carpelimus subtilior är en skalbaggsart som först beskrevs av Cameron 1923.  Carpelimus subtilior ingår i släktet Carpelimus och familjen kortvingar. Inga underarter finns listade i Catalogue of Life.